# Иган, Деннис
Деннис Майкл Роял Иган (англ. Dennis Michael Royal Eagan, 13 августа 1926, Кветта, Британская Индия — 1 июля 2012) — английский и британский хоккеист (хоккей на траве), полузащитник. Бронзовый призёр летних Олимпийских игр 1952 года.

## Биография
Деннис Иган родился 13 августа 1926 года в индийском городе Кветта (сейчас в Пакистане) в семье военного.
Окончил школу Грэшама, после чего служил в британских королевских инженерных войсках, имел звание полковника. 
Играл в хоккей на траве за команду Британской армии.
В 1952 году вошёл в состав сборной Великобритании по хоккею на траве на Олимпийских играх в Хельсинки и завоевал бронзовую медаль. Играл на позиции полузащитника, провёл 3 матча, мячей не забивал.
В течение карьеры провёл 8 матчей за сборную Великобритании.
После завершения карьеры игрока продолжил работу в спорте. В 1958—1960 годах тренировал сборную Сингапура по хоккею на траве. В 1976—1986 годах был секретарём и генеральным секретарём Британской хоккейной ассоциации, участвовал в организации проведении чемпионата мира по хоккею на траве 1986 года в Лондоне. В 1987 году был назначен вице-президентом Британской хоккейной ассоциации.
Также был председателем Армейской хоккейной ассоциации, секретарём Европейской хоккейной ассоциации и казначеем, а затем вице-президентом Британской олимпийской ассоциации.
Умер 1 июля 2012 года.